# Альбарреаль-де-Тахо
Альбарреаль-де-Тахо (ісп. Albarreal de Tajo) — муніципалітет в Іспанії, у складі автономної спільноти Кастилія-Ла-Манча, у провінції Толедо. Населення — 725 осіб (2010).
Муніципалітет розташований на відстані близько 75 км на південний захід від Мадрида, 17 км на захід від Толедо.
На території муніципалітету розташовані такі населені пункти: (дані про населення за 2010 рік)
- Альбарреаль-де-Тахо: 630 осіб
- Монтальба: 95 осіб

## Демографія
Динаміка населення (INE ):

## Галерея зображень

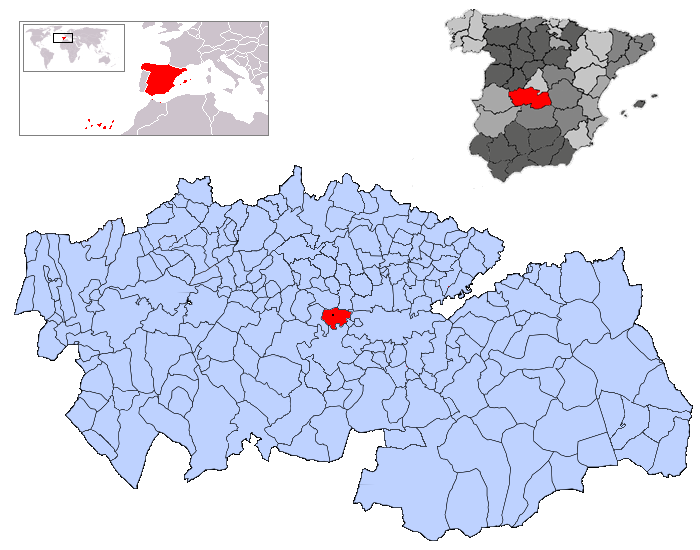
Розташування муніципалітету у провінції Толедо